# Suzanne Minier
Suzanne Minier, née le 5 novembre 1878 à Paris et morte à Ivry-sur-Seine le 18 février 1955, est une peintre française.

## Biographie
Suzanne Minier est la fille d'Emmanuel Marie Auguste Minier, éditeur de musique, et de Marthe Héry.
Élève de Ferdinand Humbert, elle est peintre de paysages, de scènes de genre et de fleurs. Elle est également dessinatrice et illustratrice littéraire. Elle illustre Tata de Jean Aicard en 1901. Elle expose au moins de 1904 à 1949. 
Elle expose au Salon à partir de 1904. Elle y obtient une mention honorable en 1908, une médaille de troisième classe en 1909 (elle y expose Soupe populaire, l'attente, peinture et dessin) et une médaille d'or en 1932. Elle propose au Salon de 1929 Le contre-jour (peinture), Coin d'atelier en 1930 (huile), en 1933 Le nouveau chapeau, en 1949 La place aux arcades à Fontenay-le-Conte et Vieil intérieur vendéen. 
Elle fait partie de l'Union des femmes peintres et sculpteurs en 1901 et y expose en 1906 Sur la grève, dessin, en 1912 (Marché des poteries à Bruges, peinture, ainsi que des portraits et des pastels) et remporte la même année le 1er prix de l'Union. En 1914 elle y accroche Bagatelle, la roseraie (peinture) et en 1917 La dame à l'ombrelle (peinture).
En 1921, elle expose à la Galerie de la Liberté de la Presse et en 1925 et 1928 à la Galerie Reitlinger.
Elle réside en 1901 6 rue du Caire (2è arrondissement), puis au no 11 de la rue des Sablons, immeuble où habitèrent d'autres peintres tels que Geneviève Marie Gallibert (1888-1978), René Carrère (1879-1959), ou Maurice Deminne (1879-?) en 1936, Roger Schardner (1898-1981), Louis Marcel Fréaud (1893-1964), Thérèse Landré-Malézieux (1899-1961), ou Gérard Lescot (1914-1989) en 1946. Elle possède un atelier au 23 rue de la Chaussée d'Antin (9è arrondissement) au début du XXe siècle.
Elle meurt célibataire à l'âge de 76 ans, à Ivry-sur-Seine. Elle est inhumée le 22 février 1955 au cimetière du Père-Lachaise.

## Élèves
- Odette Elina
- Paulette Edmée Beneyton
- Marie Berton-Maire
- Suzanne Beaud-Duchasal
- Lise Blocq-Ullmann (1890-1943)
- Germaine Antoinette Nicole L'Enferna-Goutel (1890-1972)

## Expositions rétrospectives
- Exposition L'art du dessin à Viry-Châtillon, Espace culturel Condorcet, 02 octobre 2021-30 octobre 2021: Soupe populaire, l'attente[5]